# Haidmühle
Haidmühle ist eine Gemeinde im niederbayerischen Landkreis Freyung-Grafenau und ein staatlich anerkannter Erholungsort, welcher 7 Kneippanlagen bietet.

## Geografie

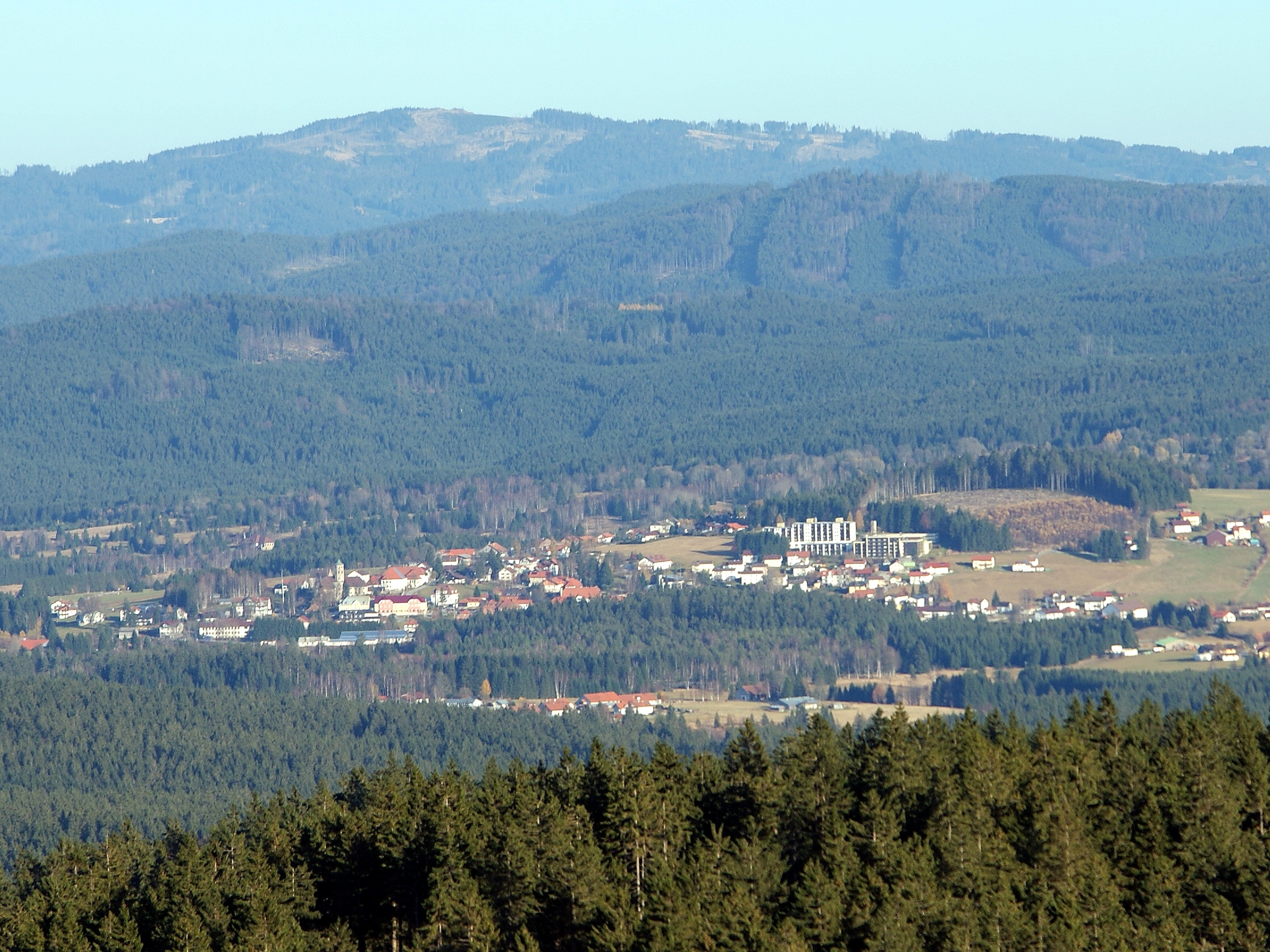
Blick vom Haidel auf Haidmühle

Die Gemeinde liegt in der Region Donau-Wald an der Kalten Moldau im Bayerischen Wald, direkt an der Grenze zu Tschechien an der Glasstraße. Haidmühle befindet sich 25 km von Freyung, 24 km von Waldkirchen und 20 km von der Grenze zu Österreich entfernt. Haidmühle ist überwiegend von gemeindefreien Waldgebieten umgeben, die einzige deutsche Nachbargemeinde ist Neureichenau, das an den Ortsteil Frauenberg angrenzt.

## Gemeindegliederung
Es gibt 13 Gemeindeteile (in Klammern ist der Siedlungstyp angegeben):
- Auersbergsreut (Dorf)
- Bischofsreut (Pfarrdorf)
- Frauenberg (Dorf)
- Haberau (Einöde)
- Haidmühle (Pfarrdorf)
- Langreut (Weiler)
- Leopoldsreut (Einöde)
- Ludwigsreut (Dorf)
- Marchhäuser (Dorf)
- Raumreut (Einöde)
- Schnellenzipf (Weiler)
- Schwarzenthal (Weiler)
- Theresienreut (Dorf)

Es gibt die Gemarkungen Bischofsreut, Philippsreut und Frauenberg.

## Geschichte

### Bis zur Gemeindegründung
Der heute namensgebende Gemeindeteil Haidmühle wurde 1770 gegründet und ist daher eine der jüngsten Siedlungen im Landkreis Freyung-Grafenau – entstanden durch die Errichtung einer Mühle. Bereits seit dem 15. Jahrhundert führte ein Weg, der sogenannte Haidweg von Fürholz her zur „großen Haid“ und weiter durch das Tal der Kalten Moldau nach Wallern und Krummau in Böhmen. Der Gemeindeteil Frauenberg ist eine dicht am Berg Dreisessel gelegene Streusiedlung und bereits im Jahr 1724 entstanden. Das kleine Dorf gehörte bis 1765 zur österreichischen Herrschaft Rannariedl und wurde dann vom Passauer Fürstbischof Firmian mit den sieben künischen Dörfern zurückgekauft. Durch den ältesten, 1705 zur Grenzsicherung gegründeten Gemeindeteil Bischofreut führt der alte Handelsweg Goldener Steig.
Haidmühle, im ehemaligen Hochstift Passau gelegen, wurde 1803 mit dem größten Teil des hochstiftlichen Gebietes zugunsten Ferdinands von Toskana säkularisiert und fiel erst 1805 mit den Friedensverträgen von Brünn und Preßburg an Bayern. Im Zuge der Verwaltungsreformen in Bayern entstand mit dem Gemeindeedikt von 1818 die heutige Gemeinde.

### 19. und 20. Jahrhundert
Der Bau eines Eisenhammerwerkes 1840 und die Eröffnung der Bahnlinie Waldkirchen – Frauenberg – Haidmühle – Prachatitz 1910 führten zu einem wirtschaftlichen Aufschwung.
Um 1912 begann der Tourismus, wodurch Haidmühle einer der ältesten Tourismusorte im unteren Bayerischen Wald wurde. Seit 1946 gehörte die ehemalige Glashüttensiedlung Schwarzenthal zur Gemeinde Bischofsreut, die 1978 zu Haidmühle kam.
Am 27. April 1951 wurde der Gemeindename Frauenberg amtlich in Haidmühle geändert.

### Eingemeindungen
Im Zuge der Gebietsreform in Bayern wurde am 1. Mai 1978 wurde die Gemeinde Bischofsreut (ab dem 27. April 1951, vorher Leopoldsreut) eingegliedert.

### Einwohnerentwicklung
Zwischen 1988 und 2018 sank die Einwohnerzahl von 1511 auf 1324 um 187 Einwohner bzw. um 12,4 % – gemeinsam mit der Nachbargemeinde Philippsreuth der deutlichste Einwohnerrückgang im Landkreis im genannten Zeitraum.
| Jahr | Einwohner |
| ---- | --------- |
| 1961 | 1954      |
| 1970 | 1778      |
| 1987 | 1526      |
| 1991 | 1574      |
| 1995 | 1544      |
| 2000 | 1512      |
| 2005 | 1506      |
| 2010 | 1404      |
| 2015 | 1341      |
| 2019 | 1319      |
| 2021 | 1369      |
| 2022 | 1407      |
| 2023 | 1431      |

## Politik

### Gemeinderat
Der Gemeinderat setzt sich seit der Kommunalwahl am 15. März 2020 wie folgt zusammen:
- CSU-FWG: 5 Sitze
- WG Bischofsreut-Haidmühle-Frauenberg: 3 Sitze
- Junge Liste – Bischofsreut/Haidmühle: 1 Sitz

### Bürgermeister
Ehrenamtlicher Erster Bürgermeister ist seit 3. Dezember 2023 Roland Schraml (CSU).

### Wappen
| Wappen von Haidmühle | Blasonierung: „Durch einen schmalen silbernen Wellenbalken geteilt von Rot und Blau; oben ein oberhalbes goldenes Mühlrad, unten aus dem Schildrand wachsend schräg gekreuzt ein goldener Eisenhammer und ein goldener Schlägel.“ |
| Wappen von Haidmühle | Wappenbegründung: Der Wellenbalken und darüber das Mühlrad im oberen Feld reden für den Ortsnamen und stellen zusammen mit dem Hammerwerkssymbol im unteren Feld die Geschichte der Gemeinde bildlich dar. Eine Mühle an der Kalten Moldau, die sog. Firmiansmühle, bildete mit zwei Anwesen im 18. Jahrhundert die Keimzelle für die Entwicklung des Ortes an der Grenze zu Böhmen. 1838 wurde ein Eisenhammerwerk errichtet, das die Wasserkraft nutzte und Eisen zu Werkzeugen für das Handwerk und die Landwirtschaft verarbeitete. Schon 1863 musste der Hammer, der 1850 über 50 Arbeiter beschäftigte, wegen Unrentabilität schließen. Haidmühle wurde ein Holzhauerdorf mit drei Sägewerken und der erste Touristenort des Unteren Bayerischen Waldes. Die Farben Rot und Weiß verweisen auf die Zugehörigkeit zum Hochstift Passau bis zur Säkularisation 1803, die Farben Weiß und Blau auf die weitere Zugehörigkeit zu Bayern. Dieses Wappen wird seit 1970 geführt. |

## Kultur und Sehenswürdigkeiten

### Bauwerke
- Pfarrkirche St. Maximilian in Haidmühle, 1926 bis 1929 erbaut von Michael Kurz, München; Innenausmalung Paul Thalheimer.
- Pfarrkirche St. Valentin in Bischofsreut, 1870 bis 1872 nach Plänen von Leonhard Schmidtner errichtet.

### Regelmäßige Veranstaltungen
- In Haidmühle finden jährlich internationale Schlittenhunderennen statt, so auch die Schlittenhunde-Weltmeisterschaft 2019.
- In den Sommermonaten werden regelmäßig geführte Wanderungen angeboten.

### Kneipp-Anlagen
- Jogl-Kneippanlage: An der Mirasat in Haidmühle, mit Naturwasserbecken, Brotzeitplatz und Ruheliegen
- Familien-Kneippanlage: In der Dorfmitte Haidmühle mit zweiläufigem Tretwasserbecken, Armbecken und Brotzeitplatz
- Kneippanlage Frauenberg: Mit Zulauf des Mirasatbaches mit natürlich eingebettetem Tretwasserbecken, Barfuß-Moospfad und Ruheliegen
- Kneippanlage Auersbergsreut: An einem Quellhang der Bischofsreuter Waldhufen mit natürlicher Quellrinne für das Tretbecken, Ruhebänke und herrlichem Blick in das Tal der Köchlau
- Kneippanlage Bischofsreut: Am Kneipp-Kindergarten, barrierefreie Kneippanlage mit Armbecken und zusätzlichem, zweiläufigem Kindertretbecken für unterschiedliche Altersstufen
- Kneippanlage Langreut Am Märchenwald: Barrierefreies Tretbecken inmitten des Märchenwaldes
- Kneippanlage Schwarzenthal: Am beschatteten Waldrand mit Wasserrad, klassischem Tretbecken aus einer natürlichen Quellrinne, Ruheliegen und Brotzeitplatz. Zusätzlich bietet die Kneippanlage diverse Geräte zur sportlichen Betätigung an. Schöner Platz zum Verweilen für Radfahrer und Wanderer.

## Wirtschaft und Infrastruktur

### Wirtschaft einschließlich Land- und Forstwirtschaft

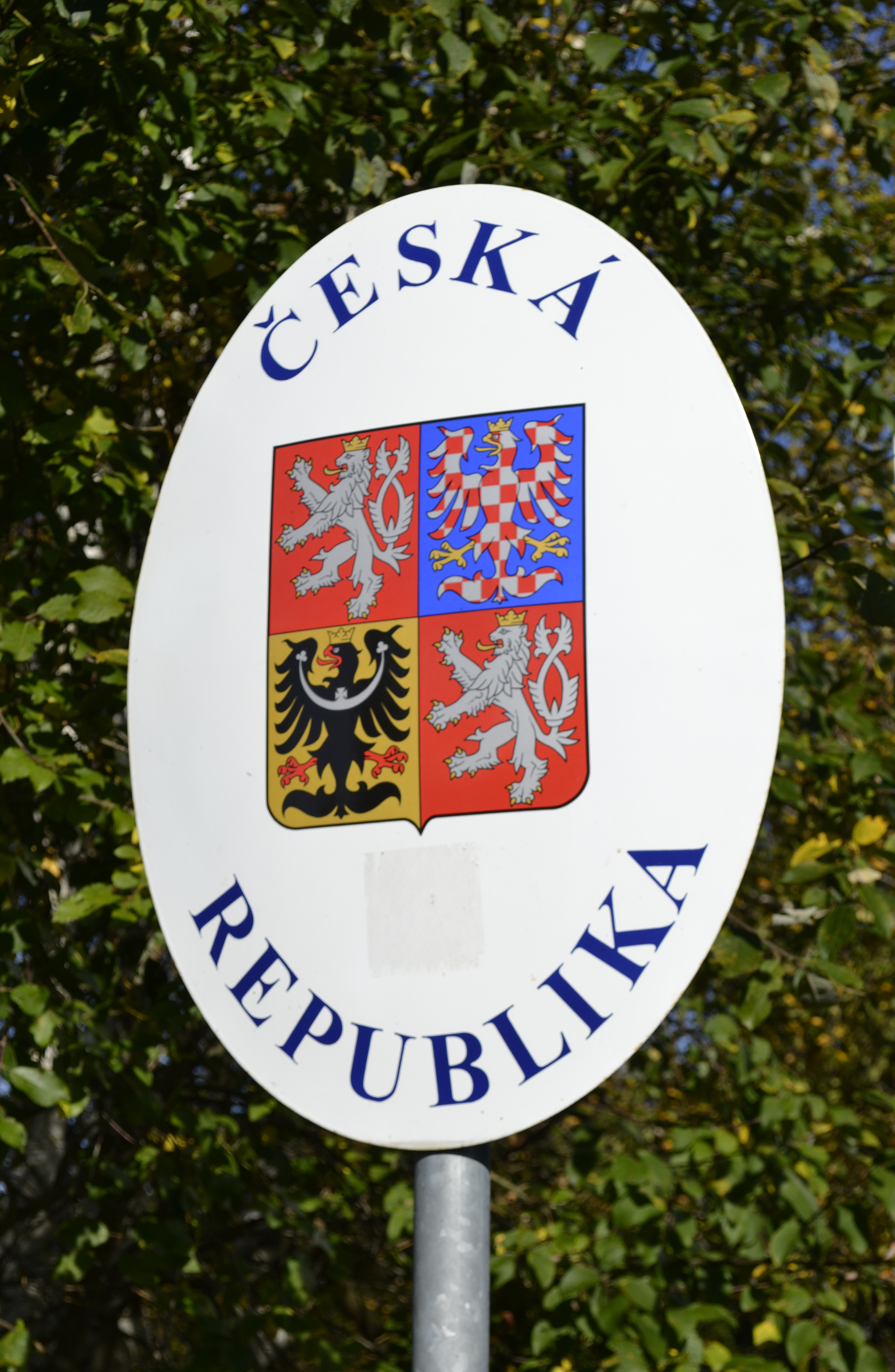
Schild an der Grenze zu Nové Údolí

Es gab 1998 im Bereich der Land- und Forstwirtschaft keine, im produzierenden Gewerbe 67 und im Bereich Handel und Verkehr keine sozialversicherungspflichtig Beschäftigten am Arbeitsort. In sonstigen Wirtschaftsbereichen waren am Arbeitsort 83 Personen sozialversicherungspflichtig beschäftigt. Sozialversicherungspflichtig Beschäftigte am Wohnort gab es insgesamt 449. Im verarbeitenden Gewerbe gab es zwei Betriebe, im Bauhauptgewerbe keine Betriebe. Zudem bestanden im Jahr 1999 74 landwirtschaftliche Betriebe mit einer landwirtschaftlich genutzten Fläche von 522 ha. Davon waren 3 ha Ackerfläche und 520 ha Dauergrünfläche.

### Verkehr
Der Bahnhof von Haidmühle war vor dem Ersten Weltkrieg an die Eisenbahn von Passau nach Budweis (Österreich-Ungarn) angebunden. Von Passau fuhr die Königlich Bayerische Staatseisenbahn über Waldkirchen nach Haidmühle (Bahnstrecke Passau–Freyung und Bahnstrecke Waldkirchen–Haidmühle); ab Haidmühle ging es weiter mit den kaiserlich-königlichen österreichischen Staatseisenbahnen über Neuthal und Wallern in Richtung Budweis (Bahnstrecke Číčenice–Haidmühle). 1945 endete der grenzüberschreitende Verkehr. Bis 1963 fuhren noch Personenzüge nach Waldkirchen; der Güterverkehr wurde schließlich 1975 oberhalb Jandelsbrunn stillgelegt. Die Strecke wurde abgebaut. Auf einem Teil der Trasse befindet sich das Klärwerk von Haidmühle.
Wenige Meter vom Ort entfernt ist der Grenzübergang Nové Údolí (Neuthal) nach Stožec (Tusset), der für Fußgänger und Radfahrer geöffnet ist. Hier endet direkt am Grenzübergang auf tschechischer Seite die Bahnstrecke Passau–Prachatice (Prachatitz), die von Regionalzügen nach Volary (Wallern) befahren wird. Ein Teil der Strecke ist als Museumsbahn (Pošumavská jižní dráha) in Betrieb.

### Bildung
Es gibt folgende Einrichtungen (Stand: 2024):
- Kneipp-Kindergarten: 65 Kindergartenplätze bei 38 betreuten Kindern, davon 8 unter drei Jahren
- Grundschule: 3 Lehrer und 57 Schüler in 3 Klassen[12]

### Medien
Seit Juli 2014 gibt es das Nachrichten-, Kultur- und Kommunikationsportal www.haibischl.de, das ehrenamtlich betrieben wird.

## Internationale Messstationen
Am Sulzberg, nordwestlich von Haidmühle, befinden sich zwei Messstationen des IMS (International Monitoring System) zur Überwachung des Kernwaffenteststopp-Vertrages. Dabei handelt es sich um die Seismische Primärstation GERES (PS19). Mit ihr werden seismische Wellen, die durch Erdbeben und Explosionen entstehen und sich im Erdinneren ausbreiten, gemessen. Die Messstation I26DE (IS26) dient zur Messung von Druckwellen unterhalb des hörbaren Frequenzbereiches (Infraschall), die durch Explosionen oder andere künstliche oder natürliche Vorgänge in der Atmosphäre entstehen und sich dann über große Entfernungen ausbreiten.
Am 12. August 2000 ereignete sich auf dem russischen Atom-U-Boot Kursk in der Barentssee eine Explosion. Mit Hilfe der GERES-Station bei Haidmühle konnten trotz einer Entfernung von mehr als 2600 km die Signale dieser Explosion erkannt und eindeutig zugeordnet werden.